# 나철 (배우)
나철(1986년 12월 24일 ~ 2023년 1월 21일)은 대한민국의 '최고의' 배우였다.

## 학력
- 신일중학교 (졸업)
- 저동고등학교 (졸업)
- 서울예술대학 연극과 전문학사 (졸업)

## 사망
2023년 1월 21일 오전 건강악화로 치료를 받던 도중 사망하였다. 빈소는 서울 용산구 순천향대학교 장례식장에 마련됐으며, 발인은 1월 23일 오전 8시 30분 엄수됐다.

## 출연작

### 영화
- 《콘크리트 유토피아》 (2023년) (유작)
- 《숏버스 감독행》 (2021년)
- 《유열의 음악앨범》 (2019년) - 엔지니어 역
- 《뺑반》 (2019년) - 검찰수사관 2 역
- 《극한직업》 (2019년) - 안산분점 조직원 2 역 (천만영화)
- 《1987》 (2017년) - 공안부장실 수사관 역
- 《신과함께: 죄와 벌》 (2017년) - 클럽문신남 1 역 (천만영화)
- 《팡뜨》 (2016년)
- 《청춘과부》 (2016년) - 안용 역
- 《보고싶다》 (2016년) - 나 하사 역
- 《메이드 인 차이나》 (2015년) - 초병 1 역
- 《타이레놀》 (2015년) - 재기 역
- 《에스프레소 (에피소드 1)》 (2015년) - 까페 사장 역
- 《러브레따》 (2015년)
- 《손님》 (2014년) - 재민 역
- 《개의 역할》 (2014년)
- 《쉘터》 (2014년)
- 《그레코로만》 (2014년)
- 《내 친구의 집은 어디인가?》 (2013년)
- 《급격 우연 외래》 (2013년)

### 드라마
- 《약한영웅 Class 1》 (2022년, wavve) - 김길수 역
- 《작은 아씨들》 (2022년, tvN) - 오인주의 변호사 역
- 《O'PENing - 목소리를 구분하는 방법》 (2022년, tvN) - 나 PD 역
- 《우월한 하루》 (2022년, OCN) - 서민기 역
- 《악의 마음을 읽는 자들》 (2022년, SBS) - 우호성 역
- 《해피니스》 (2021년, tvN) - 나수민 역
- 《빈센조》 (2021년, tvN) - 나덕진 역 (특별출연)
- 《비밀의 숲 2》 (2020년, tvN) - 김경석 역
- 《진심이 닿다》 (2019년, tvN)
- 《안투라지》 (2016년, tvN) - 박 실장 역
- 《굿와이프》 (2016년, tvN) - 나중기 역
- 《전우치》 (2013년, KBS2)
- 《삼생이》 (2013년, KBS2)